# 3DO MAGAZINE
『3DO MAGAZINE』（スリーディーオーマガジン）は、かつて徳間書店インターメディアが発行していたコンピュータゲーム雑誌。

## 概要
「3DO」規格のマシンが1994年4月に松下電器産業から発売されたのに伴い、同月に1994年5・6月合併号が創刊された。表紙のCGはMOTO SAKAKIBARAによるもの。3DO専門誌であり、内容は3DOのゲームソフトの紹介、3DOの最新情報などとなっている。付録として3DOの新作ゲームの体験版を収録したCDが付いてくることが多かった。
3DOがセガサターン、プレイステーション、NINTENDO 64などの存在に隠れて廃れていく中、1996年5・6月合併号で廃刊となった。